# Zbigniew Kąkol
Zbigniew Kąkol (ur. 29 stycznia 1954 w Krakowie) – polski fizyk zjawisk ciała stałego, były Prorektor ds. Nauki Akademii Górniczo-Hutniczej im. Stanisława Staszica w Krakowie.

## Życiorys
W 1977 ukończył studia na Wydziale Elektrotechniki, Automatyki i Elektroniki AGH, a w 1985 uzyskał stopień doktora nauk fizycznych na Wydziale Matematyki i Fizyki Uniwersytetu Jagiellońskiego. Następnie podjął się badań materiałów tlenkowych magnetycznych i nadprzewodzących na podstawie których uzyskał stopień doktora habilitowanego nauk fizycznych (1995). W 2002 uzyskał tytuł profesora nauk fizycznych.
Pełnił kolejno funkcje następujące funkcje: prodziekana ds. studenckich (przez dwie kolejne kadencje), dziekana Wydziału Fizyki i Informatyki Stosowanej (2005–2008), prorektora ds. kształcenia AGH (2008–2012) i prorektora ds. nauki AGH (2012–2016) .

Od 2005 zasiada w Senacie Uczelni AGH, a od 2019 Radzie Uczelni AGH. 
W latach 1988–1991 pracował na Wydziale Chemii Purdue University.
W pracy naukowej zajmuje się: własnościami magnetycznymi materii skondensowanej, fizyką przejść fazowych w związkach ziem rzadkich z metalami przejściowymi, w materiałach tlenkowych zarówno magnetycznych jak i nadprzewodzących oraz izolatorach topologicznych.
Jest autorem ponad 80 publikacji naukowych.

## Odznaczenia
- Złoty Krzyż Zasługi
- Medal Komisji Edukacji Narodowej